# Храм Двенадцати Апостолов (Балаклава)
Храм Святых Двенадцати апостолов (ранее Николаевский собор) — православный храм в городе Балаклава в Крыму. Принадлежит Симферопольской и Крымской епархии Русской православной церкви. Ранее принадлежал Константинопольской Православной Церкви
Памятник градостроительства и архитектуры конца XVIII века.

## История

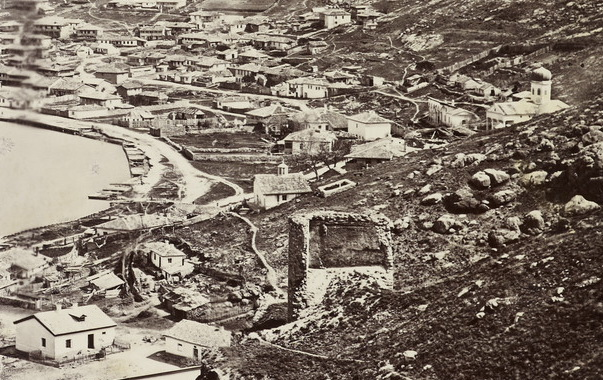
Николаевский собор Балаклавы в 1869, (справа, а по центру церковь Петра и Павла), фрагмент фото из путевого альбома вояжа Эдуарда VII и королевы Александры по Европе

С конца XVIII века Балаклава и её окрестности — место, где проживали служащие Греческого пехотного полка (позже батальона).
Согласно «Ведомости о числе кадилыков, деревень, числе в них дворов, состоянии церквей и числе священников», составленной митрополитом Игнатием (Гозадиновым) 17 декабря 1783 года: «В городе Балаклаве церквей в коих служили. Первая Троицкая, вторая Петра и Павла».
В «Исповедных росписиях о бывших и не бывших у исповеди и причастия в великую четыредесятницу 1795 года прихожанах греческих церквей городов Севастополя, Керчи, Бахчисарая и др.» иеромонах Ананий перечисляет церкви в Балаклаве и окрестных селах: святых апостолов Петра и Павла в Балаклаве, в Кадыкое церкви нет, в Карани церковь старая Константина и Елены, без попечения. Близлежащее село Камары в этот список не входит. Там находилась старая церковь святой великомученицы Марины.
Таким образом, в 1795 году в Балаклаве действовала только одна церковь, Петра и Павла. Она же являлась полковой церковью греческого полка.
Согласно указанной росписи, православное население Балаклавы в то время составило около 500 человек (121 семья).
Существующая церковь была слишком мала для такого населения и по ходатайству командира батальона Феодосия Ревелиоти 3 августа 1810 года на пустыре заложили, а к осени 1812 года закончили строительство церкви во имя Святителя и Чудотворца Николая. Освящение нового каменного храма состоялось 16 декабря того же года. Церковь «строением окончена, во всем устроена и к должному благолепию приведена».
Как батальонная церковь она подчинялась по военному ведомству Обер-священнику армии и флота.
После расформирования греческого батальона в 1859 году, церковь под названием Николаевский собор города Балаклавы, была передана в ведение Таврической духовной консистории.
Священники, служившие в Николаевской церкви (по метрическим книгам):
Антоний Николаевич Аргириди 11 (22) июня 1844 года — 1865

Паисий Кулов 1865-1870е
Спиридон Курко-мели декабрь 1872 — 1870е
Федор Осланов конец 1870х — 18 февраля 1879
Федор Фефанидис, Савва Карсали 1879
Николай Левандовский август 1879 — середина 1880х
Владимир Серафимов 1880е
Корнилий Лаврентьевич Коцюбинский начало 1890х — 1918
В разное время церкви принадлежали, Троицкая церковь в Кадыкое, Константино-Еленинская церковь в Карани, часовни Святой Троицы и во имя Пророка Ильи, церковь в честь Воздвижения Животворящего Креста Господня (1903 год на средства Спиридона Гинали) и церковь во имя святых Апостолов на древнем кладбище.
При СССР в здании церкви был расположен Дворец пионеров, а позже — Общество содействия обороне, авиационному и химическому строительству. В 1990 году помещение вернули общине. Несмотря на возражения краеведов и историков, церковь была освящена как Церковь Двенадцати Апостолов, под названием которого никогда не существовало и стала частью Инкерманского Свято-Климентовского монастыря.

## Мифы
В интернете, а также в печатной литературе опубликовано значительное число мифов о Николаевской церкви. Несмотря на то, что постройка церкви достаточно хорошо документирована архивными документами, основной миф — возраст церкви. Называют постройку XIV и даже VI века.
Летом 1861 года по поручению Одесского Общества истории и древностей в Крым приехал адъюнкт-профессор греческой и римской словесности В. Н. Юргевич, посетивший в том числе и Балаклаву. В отчете Обществу о своей поездке он писал: «Какая судьба постигла надписи, существовавшие ещё в Балаклаве перед последней войной, я сказал выше. От похищения, сделанного с распоряжения генерала Ламармора, спаслась только одна, потому, что была заштукатурена и никому не известна. Это надпись в бывшей генуэзской, ныне православной церкви Двенадцати Апостолов, находящейся на краю города, вблизи крепости. Камень на котором она изсечена вделан в стену около дверей церковных. 1357 die Septembris hoc (op)us inceptum fn(it) tempore regim(inis) discreti viri Si Monis de Orto, con sulis et Castelani. 1357 в день … сентября, начата эта постройка во время управления скромного мужа Симоне дель Орто, консула и коменданта».

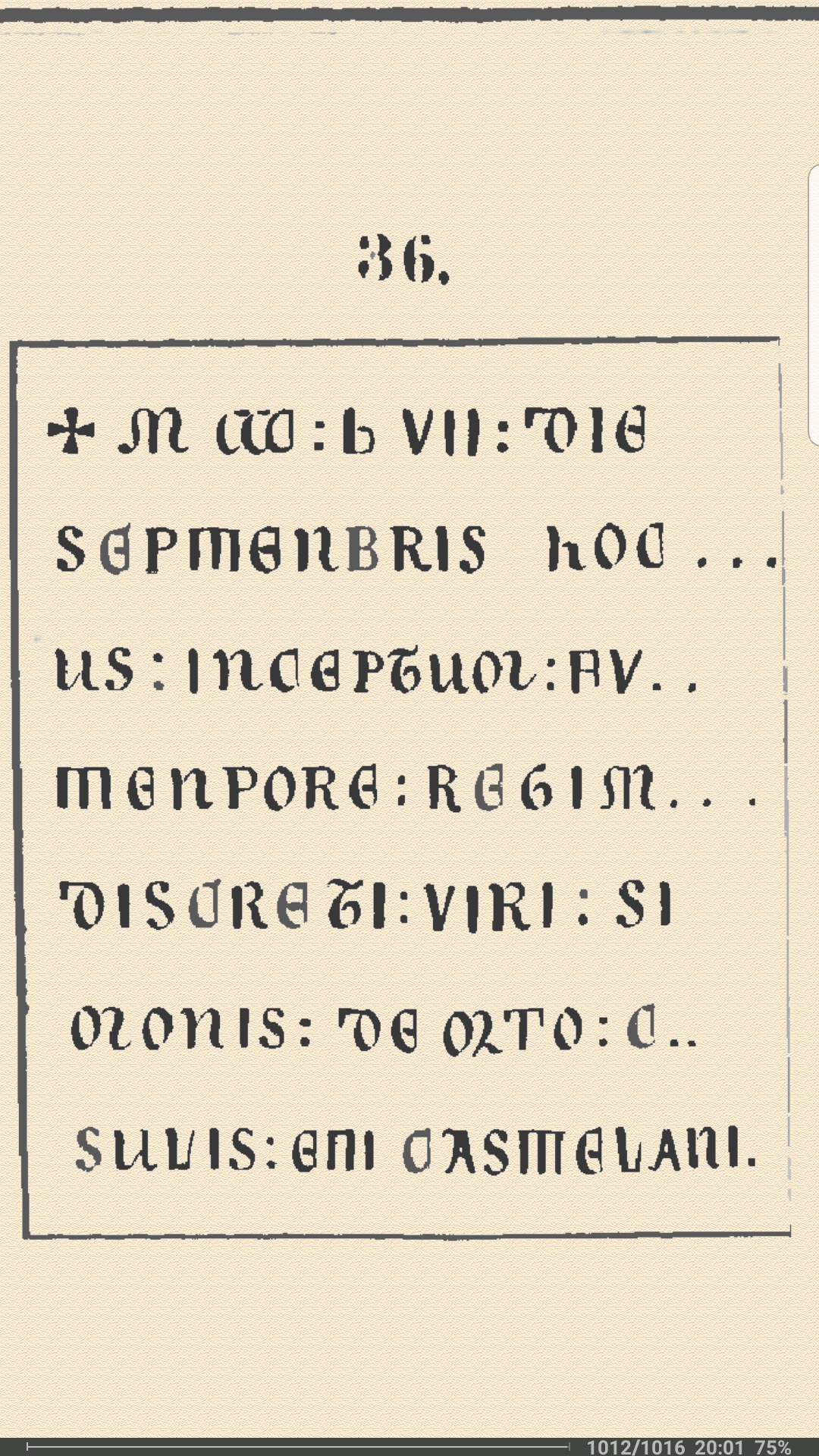
Рисунок, опубликованный в записках Одесского общества любителей древностей в 1863 году

Вероятно из-за того, что цель поездки профессора была поиск более древних артефактов, чем церкви XVIII-XIX веков, он достаточно поверхностно упомянул церковь Двенадцати апостолов, с таким названием никогда не существовавшую в Балаклаве. А по описанию «находящейся на краю города вблизи крепости» подходит старая церковь апостолов Петра и Павла. Кроме того, неизвестна судьба этого камня с надписью. Кроме профессора Юргевича её никто не видел.
Ссылаясь на отчет В. Н. Юргевича, епископ Таврический Гермоген пишет в своем труде «Таврической епархия», изданном в 1887 году в Пскове: «Еще в 1375 г. в Балаклаве была построена церковь во имя Двенадцати Апостолов; настоящая же, каменная, построена в 1794 г., но в Крымскую войну была повреждена неприятелем и потом возобновлена прихожанами и освящена 8 июня 1857 г. во имя святителя Николая Чудотворца»
Епископ Гермоген ссылается на отчёт профессора Юргевича по церкви 1375 года, но не отождествляет древнюю церковь и современную. Он перечисляет церкви Балаклавы, сначала древнюю церковь, а затем современную. При этом Гермоген не сообщает источник информации о постройке современной ему церкви (Николаевской) в 1794 году.

## В настоящее время
До 12 сентября 2024 года относился к Севастопольскому благочинию Симферопольской и Крымской епархии Русской православной церкви. 
Настоятель до 18 октября 2024 г.: протоиерей Павел Бондар.
С 12 сентября 2024 года относится к образованному решением Епархиального совета и указом митрополита Симферопольского и Крымского Тихона № 115, путем выделения из состава Севастопольского благочиния, Балаклавскому церковному округу (Балаклавскому благочинию).
Настоятель: благочинный Балаклавского церковного округа, протоиерей Михаил Викторов
18 декабря 2021 года состоялось торжественное открытие и освящение бюста деятеля греческого национально-освободительного движения против турецкого ига, командира Балаклавского греческого батальона, генерал-майора Феодосия Ревелиоти, установленного на территории храма.
Бюст установлен греками России к 200-летию начала национально-освободительной борьбы Греции против турецкого ига.

## Архитектура
Храм отличается от других подобных культовых сооружений Крыма. Возведен из бутового известняка, здание имеет форму креста с куполом. Западный вход — портик из четырёх колонн дорического ордера с треугольным фронтоном из белого инкерманского известняка. Колонны портика и интерьера — тосканского ордера. Внутри нет росписей.

### Галерея

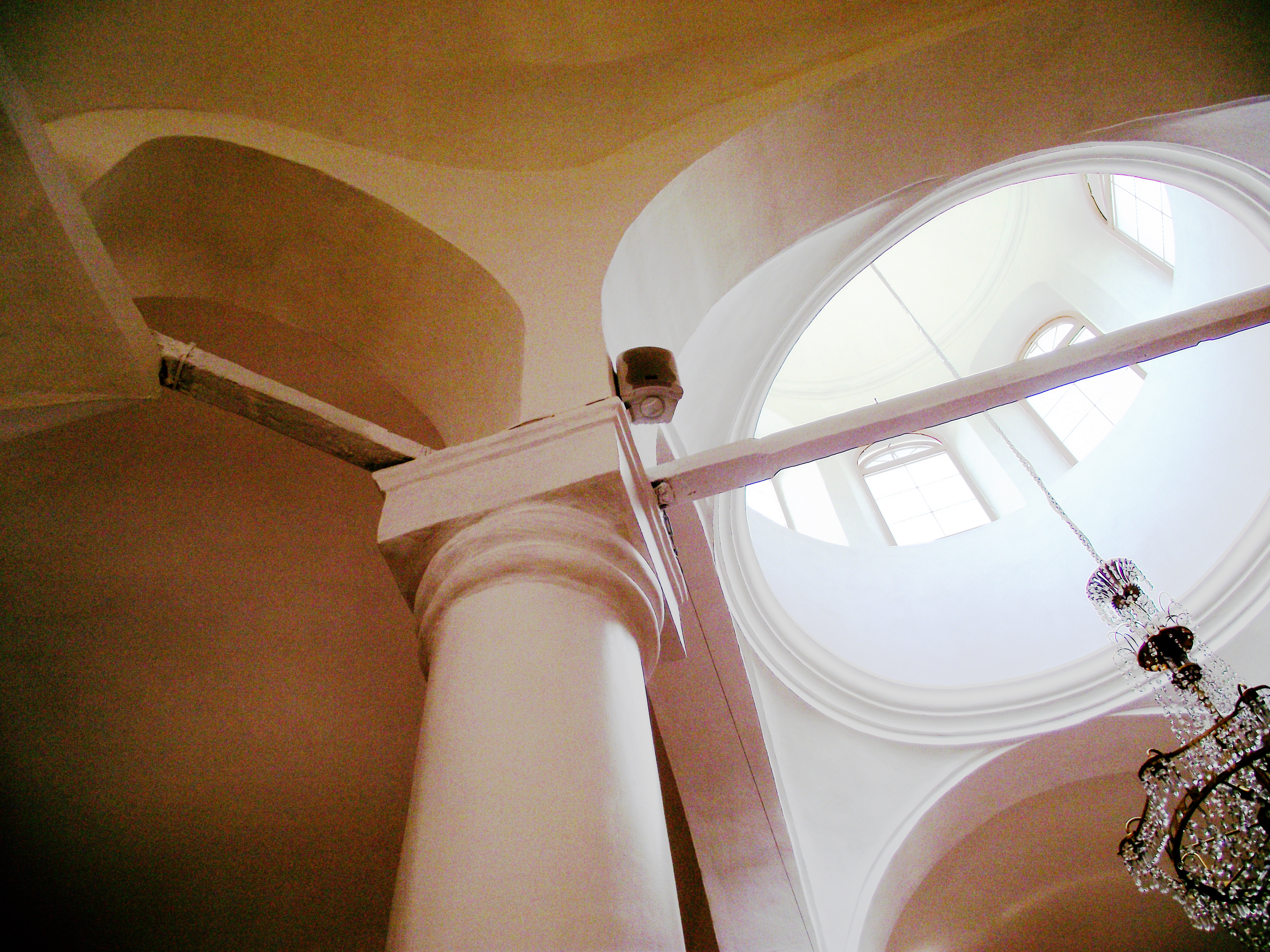
Купол церкви
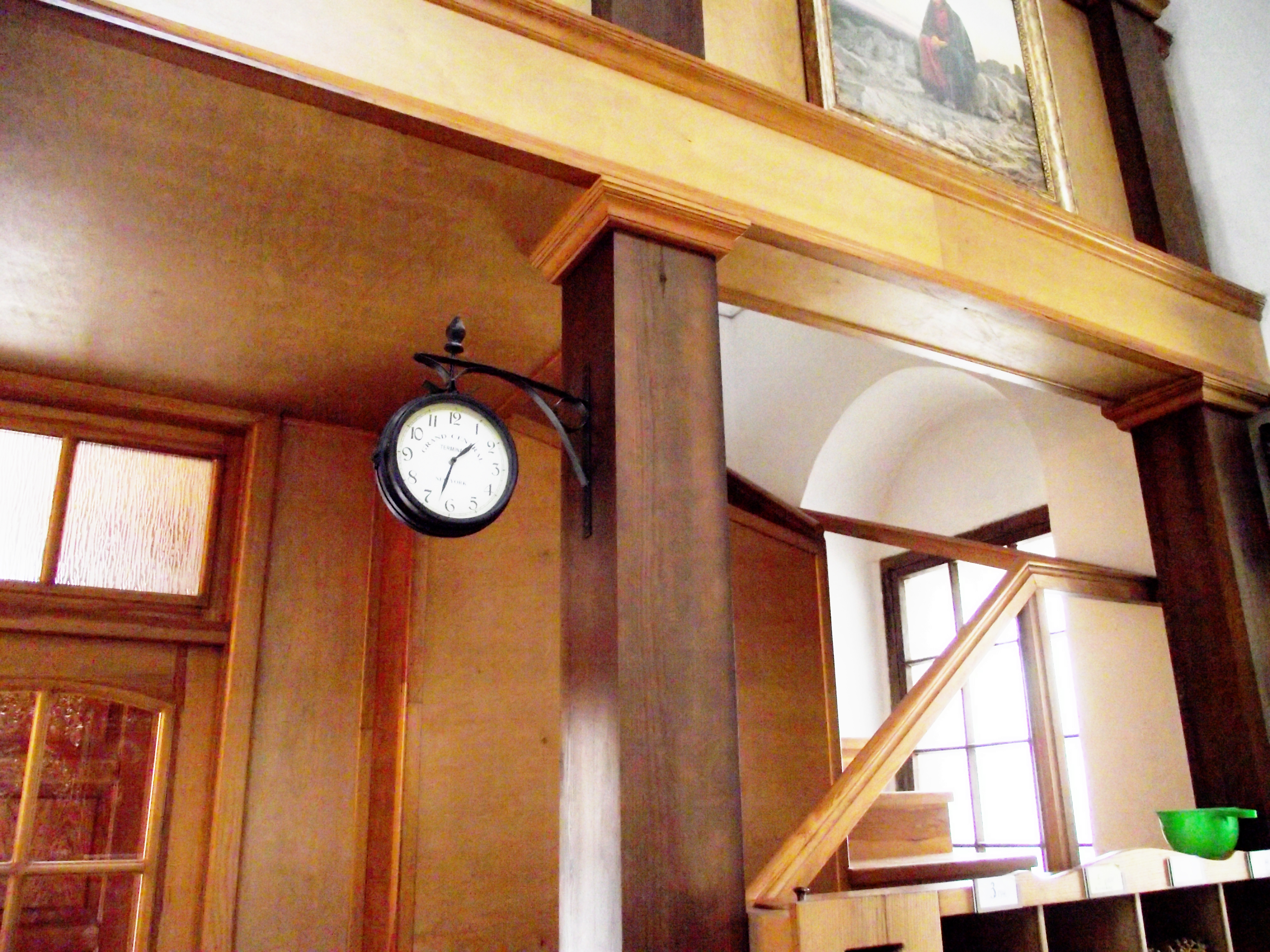
Интерьер храма
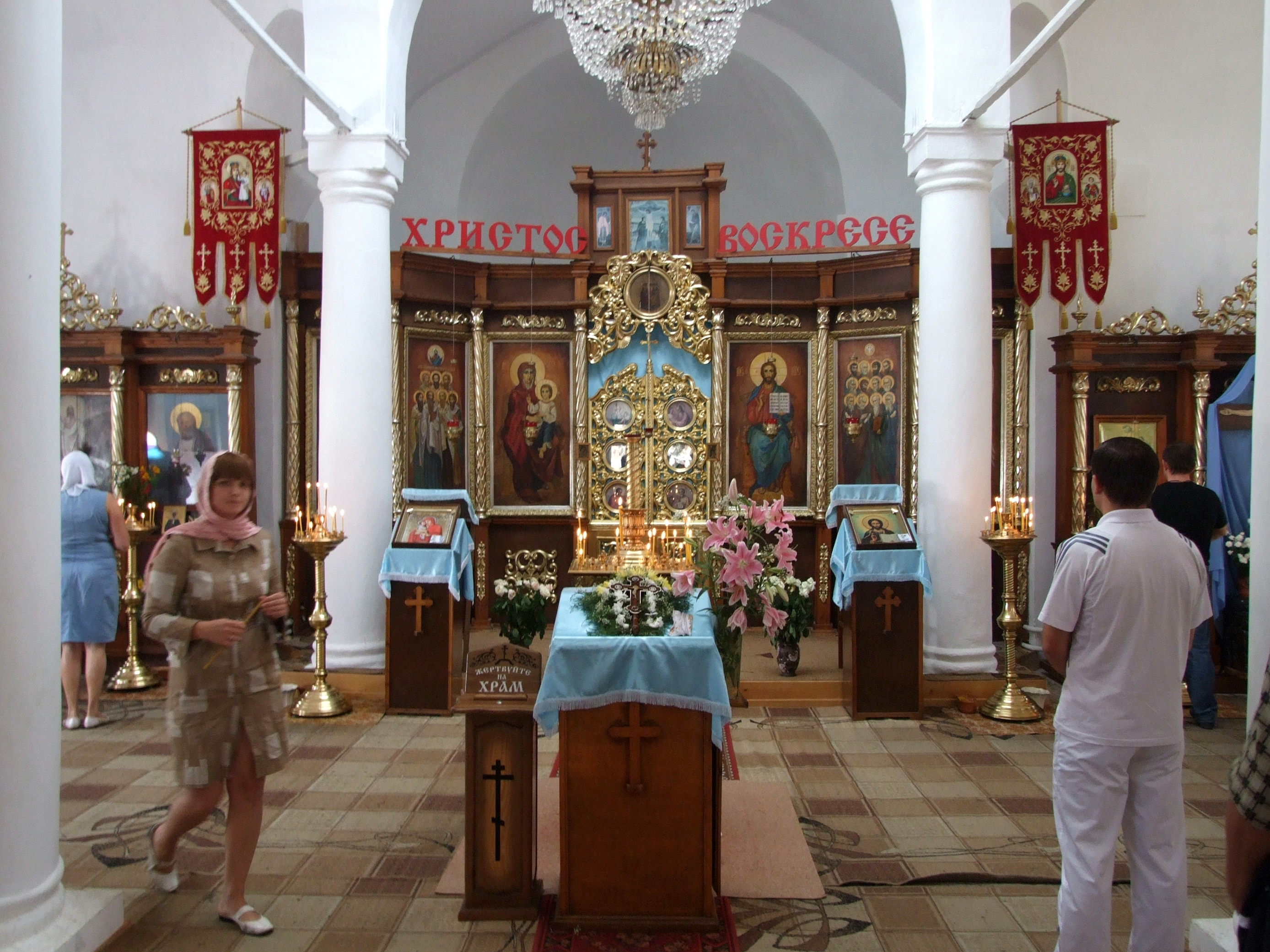
Иконостас храма